# Samuel Sigmund Rosenstein
Samuel Sigmund Rosenstein, född 20 februari 1832 i Berlin, död 31 januari 1906 i Haag, var en tysk-nederländsk läkare.
Rosenstein, som var son till en rabbin, blev medicine doktor 1854, docent i Berlin 1863 och 1865 professor i medicinsk klinik i Groningen, där han verkade till 1872, då han överflyttade till Leiden. Bland hans många skrifter märks främst Pathologie und Therapie der Nierenkrankheiten (1863; fjärde upplagan 1899).